# (6370) Malpais
(6370) Malpais est un astéroïde de la ceinture principale.

## Description
(6370) Malpais est un astéroïde de la ceinture principale. Il fut découvert le 9 mars 1984 à la station Anderson Mesa par Brian A. Skiff. Il présente une orbite caractérisée par un demi-grand axe de 2,37 UA, une excentricité de 0,07 et une inclinaison de 7,0° par rapport à l'écliptique.

## Compléments